# Pierre de Lévis-Mirepoix
Pour les articles homonymes, voir Lévis.
Pierre de Lévis-Mirepoix, mort à Bayeux le 21 juillet  1330, est un prélat français du XIVe siècle. Il est le fils de Guy III de Lévis, seigneur de Mirepoix, et d'Isabelle de Marly.

## Biographie
Le pape Clément V, par une bulle du 22 janvier 1306, le nomme à l'évêché de Maguelone. Pierre, la première année de son épiscopat, fait, en vertu d'un édit de Philippe le Bel, arrêter et mettre en prison tous les juifs qui se trouvent dans son diocèse. Leurs  biens sont confisqués au profit du monarque français. Le 22 février 1309, il reçoit à Montpellier le pape Clément V qui, au mois d'avril suivant, le transfère à l'évêché de Cambrai. Le roi de France avait présenté pour ce siège Guillaume de Trie, qui, après avoir occupé le siège de Bayeux, parvient à l'archevêché de Reims. Pierre se rend en 1309, auprès de l'empereur, pour en recevoir l'investiture. 
Pierre de Lévis reconnaît que le monastère de Vicogne, de l'Ordre de Prémontré, est indépendant de la juridiction épiscopale. Il tient plusieurs synodes diocésains, dont le premier a lieu à Valenciennes en 1310, et où il approuve celui que le chapitre a tenu l'année précédente, dans la petite ville de Lécluse, près d'Arleux. Le plus important de ces synodes est celui d'octobre 1301, dans l'église de Saint-Martin du Cateau. En 1313, Pierre de Lévis fait la translation des reliques de sainte Waurtru. En 1319, le roi Philippe le Long l'envoie en Auvergne, afin de demander de l'argent dont il a besoin pour soutenir la guerre contre les Flamands. Pierre bénit à Douai en 1323, l'église du nouveau couvent des Trinitaires.
Les émeutes et les séditions populaires qui se renouvellent sans cesse à Cambrai déterminent Pierre de Lévis à demander son départ pour un autre siège. Une bulle du pape Jean XXII le transfère à l'évêché de Bayeux dont il prend possession en 1324. 
Les registres de la chambre des comptes de Montpellier l'indiquent au mois de juin 1325 comme seigneur de Villeneuve-lès-Béziers. Vers cette époque, il confirme aux religieux de Royal-Lieu, la possession de l'église de Lingèvres que leur a donnée Charles le Bel. Pierre introduit à Bayeux en 1328, les Billettes ou Frères de la Charité, et à sa prière le pape Jean XXII crée dans l'église de Bayeux, la charge de pénitencier. 
D'après les registres du Parlement de Paris, sa succession donne lieu, en 1334, à un procès entre ses frères : Jean de Lévis, seigneur de Mirepoix, maréchal de la Foi, Eustache et François.

### Articles  connexes
- Maison de Lévis